# Togo op de Olympische Zomerspelen 1972
Togo debuteerde op de Olympische Spelen tijdens de Olympische Zomerspelen 1972 in München, West-Duitsland. Pas in 1984 zou de tweede deelname volgen.

## Deelnemers en resultaten per onderdeel

### Atletiek
Mannen, 100 meter
- Robert Aregba
  - Eerste serie - Niet gestart (→ ging niet verder)

Mannen, 800 meter
- Roger Kangni
  - Serie - 1:52.1 (→ ging niet verder)

Overige deelnemer(s)
- Martin Adouna

### Boksen
Deelnemers
- Komlan Kalipe
- Guy Segbaya

### Wielersport
Mannen individuele wegwedstrijd
- Charles Leodo - niet gefinisht (→ niet geklasseerd)
- Gbedikpe Emmanuel Amouzou - niet gefinisht (→ niet geklasseerd)
- Tompson Mensah - niet gefinisht (→ niet geklasseerd)

Afghanistan · Albanië · Algerije · Amerikaanse Maagdeneilanden · Argentinië · Australië · Bahama's · Barbados · België · Bermuda · Birma · Bolivia · Bondsrepubliek Duitsland · Brazilië · Brits-Honduras · Bulgarije · Canada · Ceylon · Chili · Colombia · Congo-Brazzaville · Costa Rica · Cuba · Dahomey · Denemarken · Dominicaanse Republiek · Duitse Democratische Republiek · Ecuador · Egypte · El Salvador · Ethiopië · Fiji · Filipijnen · Finland · Frankrijk · Gabon · Ghana · Griekenland · Groot-Brittannië · Guatemala · Guyana · Haïti · Hongarije · Hongkong · Ierland · IJsland · India · Indonesië · Iran · Israël · Italië · Ivoorkust · Jamaica · Japan · Joegoslavië · Kameroen · Kenia · Khmerrepubliek · Koeweit · Lesotho · Libanon · Liberia · Liechtenstein · Luxemburg · Madagaskar · Malawi · Maleisië · Mali · Malta · Marokko · Mexico · Monaco · Mongolië · Nederland · Nederlandse Antillen · Nepal · Nicaragua · Nieuw-Zeeland · Niger · Nigeria · Noord-Korea · Noorwegen · Oeganda · Oostenrijk · Opper-Volta · Pakistan · Panama · Paraguay · Peru · Polen · Portugal · Puerto Rico · Roemenië · San Marino · Saoedi-Arabië · Senegal · Singapore · Soedan · Somalië · Sovjet-Unie · Spanje · Suriname · Swaziland · Syrië · Taiwan · Tanzania · Thailand · Togo · Trinidad en Tobago · Tsjaad · Tsjecho-Slowakije · Tunesië · Turkije · Uruguay · Venezuela · Verenigde Staten · Vietnam · Zambia · Zuid-Korea · Zweden · Zwitserland